# Anthony Franciosa
Anthony „Tony” Franciosa, właściwie Anthony George Papaleo (ur. 25 października 1928 w Nowym Jorku, zm. 19 stycznia 2006 w Los Angeles) – amerykański aktor filmowy i telewizyjny. Laureat Złotego Globu dla najlepszego aktora w filmie dramatycznym za kreację Sama Lawsona w dramacie Kariera (Career, 1959). Uhonorowany Pucharem Volpiego dla najlepszego aktora na 18. MFF w Wenecji oraz nominacją do Oscara dla najlepszego aktora pierwszoplanowego i Złotego Globu za główną rolę Polo Pope w dramacie Freda Zinnemanna Kapelusz pełen deszczu (A Hatful of Rain, 1957), którego wersja sceniczna przyniosła mu nomnację do Tony Award. Był nominowany do nagrody Złotego Globu jako Juan Luis Rodriguez w westernie Rio Conchos (1964). 

## Wybrana filmografia

### Filmy
- 1957: Twarz w tłumie jako Joey DePalma
- 1957: Kapelusz pełen deszczu jako Polo Pope
- 1957: Dziki jest wiatr jako Bene
- 1958: Długie, gorące lato jako Jody Varner
- 1962: Okres przygotowawczy jako Ralph Baitz
- 1964: Rio Conchos jako Juan Luis Rodriguez / Juan Luis Martinez
- 1964: The Pleasure Seekers jako Emilio Lacayo
- 1966: Napad na królową jako Vic Rossiter
- 1982: Życzenie śmierci 2 jako komisarz Herman Baldwin
- 1982: Ciemności jako Peter Neal
- 1996: Ludzie miasta jako Paul Zapatti

### Seriale TV
- 1955: Studio One jako Charles Egan
- 1975-1976: Matt Helm jako Matt Helm
- 1986: Statek miłości jako David Morgan
- 1988: Gliniarz i prokurator jako Dennis Julian
- 1988: Alfred Hitchcock przedstawia jako Morris Conrad
- 1989: Strefa mroku jako Nino Lancaster